# محب الدغل
محب الدغل (الاسم العلمي: Aimophila)، جنس من العصافير الأمريكية. الاسم الجنس مُركب من كلمتان aimos/αιμος تعني (دغل أو أجمة) وphila/φιλα وتعني «محب».
بعض الأنواع التي تم تصنيفها في السابق في محب الدغل نُقلت إلى الآن في جنس دوري الصنوبر.